# Tircan
Tircan (ryska: Тирджан) är en ort i Azerbajdzjan.   Den ligger i distriktet İsmayıllı Rayonu, i den centrala delen av landet, 140 km väster om huvudstaden Baku. Tircan ligger 893 meter över havet och antalet invånare är 1 375.
Terrängen runt Tircan är kuperad åt sydost, men åt nordväst är den bergig. Närmaste större samhälle är İsmayıllı, 16,0 km väster om Tircan.
Trakten runt Tircan består till största delen av jordbruksmark. Runt Tircan är det ganska tätbefolkat, med 56 invånare per kvadratkilometer.